# Coffee & Kareem
Coffee & Kareem è un film statunitense del 2020 diretto da Michael Dowse.

## Trama
James Coffee, incompetente agente di polizia, ha una relazione con Vanessa Manning, madre di Kareem, dodicenne volgare e con manie da bullo. Quest’ultimo scopre della relazione segreta di sua madre e, infastidito, decide di farla pagare a Coffee escogitando un piano: contattare un noto gangster locale, Orlando Johnson, per far fuori l’agente di polizia. Durante l’incontro tra Kareem ed il criminale (accompagnato dai suoi due scagnozzi), Coffee scopre che è in atto un grande piano segreto di spaccio e che numerosi poliziotti sono stati corrotti, tra questi anche il capitano Hill e l’agente Watts. Una volta coinvolta anche Vanessa in questo guaio, Coffee farà di tutto per proteggerla, aiutato anche da Kareem, acquistando sempre di più il suo rispetto.

## Produzione
Le riprese sono avvenute tra il 22 aprile ed il 4 giugno 2019 in Columbia Britannica.

## Distribuzione
Il film è stato distribuito sulla piattaforma di streaming online Netflix dal 3 aprile 2020.

## Accoglienza

### Critica
L’aggregatore di recensioni online Rotten Tomatoes ha assegnato al film un punteggio di gradimento pari al 20% sulla base di 69 critiche professionali, con un voto medio del 3.53 su 10. Su Metacritic il film ha una valutazione media di 35/100, basato su 20 recensioni.